# サッカージョージア女子代表
サッカージョージア女子代表（サッカージョージアじょしだいひょう）は、ジョージアサッカー連盟（グルジア語: საქართველოს ფეხბურთის ფედერაცია, 略称：GFF）によって編成されるジョージアの女子サッカーナショナルチームである。欧州サッカー連盟 (UEFA) に所属している。
女子ワールドカップ、オリンピックともに出場はない。

## ワールドカップの成績
- 1991 - 不参加
- 1995 - 不参加
- 1999 - 不参加
- 2003 - 不参加
- 2007 - 不参加
- 2011 - 予選敗退
- 2015 - 予選敗退

## オリンピックの成績
- 1996 - 不参加
- 2000 - 不参加
- 2004 - 不参加
- 2008 - 不参加
- 2012 - 予選敗退

## UEFA欧州女子選手権の成績
グルジアが独立を果たした1991年以降の成績を記す。
- 1991 - 不参加
- 1993 - 不参加
- 1995 - 不参加
- 1997 - 不参加
- 2001 - 不参加
- 2005 - 不参加
- 2009 - 予選敗退
- 2013 - 予選敗退

## FIFAランキング
- 最新順位 - 118位(2024年8月)
- 初登場 - 120位(2006年12月)
- 最高順位 - 88位(2017年12月)
- 最低順位 - 128位(2022年12月)

出典: FIFA Women's Ranking

## 歴代選手

### GK
- ニノ・チュクアセリ
- テクレ・グロルダヴァ

### DF
- サロメ・フルブリ
- タマル・クヴェリーゼ
- タムタ・マリーゼ
- ナティア・スヒルトラーゼ
- ニノ・スティーゼ
- タマル・タトゥアシュヴィリ
- アナ・ザハイーゼ

### MF
- テオナ・バクラーゼ
- マリ・バシラーゼ
- タティアナ・マルトヴェエヴァ
- ニノ・パシカシュヴィリ
- テオナ・トダーゼ

### FW
- アナ・チェミナヴァ
- レラ・チチナーゼ
- ハティア・チュコニア
- タマル・クヴァリアシュヴィリ